# Hrusko-Sorjanske
Hrusko-Sorjanske (ukrainisch Грузько-Зорянське; russisch Грузско-Зорянское/Grusko-Sorjanskoje) ist eine Siedlung städtischen Typs im Osten der Ukraine in der Oblast Donezk mit etwa 1300 Einwohnern.

## Geographie
Die Siedlung städtischen Typs liegt im Donezbecken, etwa 15 Kilometer östlich vom Oblastzentrum Donezk und 14 Kilometer südöstlich vom Stadtzentrum von Makijiwka, zu dessen Stadtkreis sie zählt, entfernt. Der Fluss Hruska (Грузька) fließt durch den Ort, die Bahnstrecke von Makijiwka nach Mospine verläuft durch den Ort.
Zur Siedlungsratsgemeinde von Hrusko-Sorjanske, welche verwaltungstechnisch dem Stadtrajon Hirnyz innerhalb von Makijiwka zugeordnet ist, zählen noch die Siedlungen städtischen Typs Wyssoke, Hrusko-Lomiwka, Meschowe und Majak sowie die Ansiedlung Cholmyste (ukrainisch Холмисте).

## Geschichte
Der Ort entstand schon vor dem 19. Jahrhundert und trug zunächst den Namen Sorjanski (Зорянский), 1938 bekam Hrusko-Sorjanske den Status einer Siedlung städtischen Typs, seit Sommer 2014 ist der Ort im Verlauf des Ukrainekrieges durch Separatisten der Volksrepublik Donezk besetzt.